# コウリソドン
コウリソドン（学名: Kourisodon）は、絶滅したモササウルス科の属。化石はカナダのブリティッシュコロンビア州バンクーバー島から発見されているほか、日本の和泉層群からも産出している。これらの発見は後期白亜紀の後期サントニアンと後期カンパニアンから後期マーストリヒチアンまでにかけて遡るものである。コウリソドンは元々レイオドン族の属として記載され、後に「クリダステス亜科」に置かれた。

## 記載

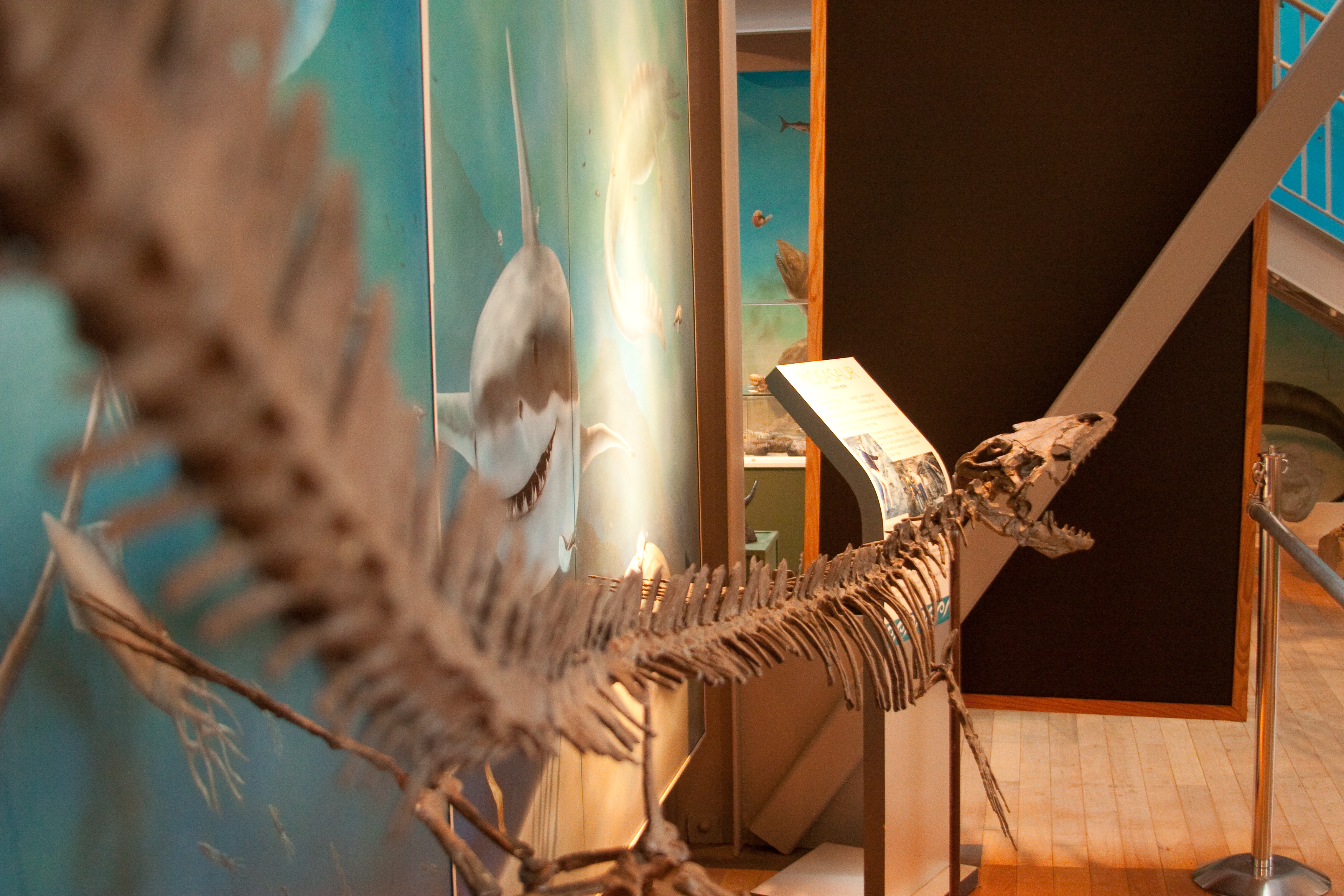
復元骨格

Kourisodon puntledgensis は Puntledge 川の岸に沿うサントニアンのペンダー累層に位置する単一の産地から知られている。K. puntledgensis は小型のモササウルス科であり、全長は3.75メートルと推定されている。本属の生息環境には様々なエラスモサウルス科やカメ、他のモササウルス科が生息していたが、首長竜のポリコティルス科は当時の太平洋に生息していなかったようである。
2005年に部分的な骨格が日本の四国にある和泉層群の露頭から産出し、Kourisodon sp. に割り当てられた。この標本はより長い上顎骨の歯を持っており、これは K. puntledgensis と異なる。まだ正式に命名されてはいないものの、同論文ではこの個体がコウリソドンの2番目の種であると解釈されている。和泉層群から産出した他の断片化石は暫定的に K. sp. に割り当てられ、このうちいくつかは幼体のものである。
Puntledge 川の標本のレプリカがマニトバ州モーデン市のカナダ化石発見センターに展示されている。